# Jean-Michel Kantor
Jean-Michel Kantor (* 9. Oktober 1946) ist ein französischer Mathematiker und Mathematikhistoriker.
Er forschte für das CNRS und war seit 1966 Maître de conférences in Paris. Außerdem war er am Institut des Mathématiques de Jussieu der Universität Paris VI sowie an der Universität Paris VII als Hochschullehrer tätig.
Als Mathematiker befasst er sich mit kombinatorischer Geometrie und Analysis, als Mathematikhistoriker unter anderem mit dem Vergleich russischer und französischer Zugänge zur reellen Analysis Anfang des 20. Jahrhunderts (Nikolai Lusin, Dmitri Fjodorowitsch Jegorow bei den Russen, René Baire, Henri Lebesgue, Émile Borel bei den Franzosen) und in der Geschichte der Funktionalanalysis (Theorie der Distributionen, Sergei Lwowitsch Sobolew bei den Russen, Laurent Schwartz, Jacques Hadamard bei den Franzosen). Im Fall der Lusin-Schule stellen sie einen Zusammenhang mit einer mystisch-symbolistischen Geistesrichtung in Russland (Pawel Alexandrowitsch Florenski, Sergei Bulgakow) her.
Er gab auch eine Übersetzung unterhaltungsmathematischer Beiträge aus der russischen populärwissenschaftlichen Zeitschrift Quant heraus.

## Schriften
- mit Loren Graham: Naming infinity – religious mysticism and mathematical creativity, Harvard University Press 2009 (zu Lusin u. a.)
- Mathematics East and West, Theory and Practice: the Example of Distributions, Math. Intelligencer, Bd. 26, 2004 (zu Schwartz, Sobolew u. a.)